# Palladium
Cet article concerne l'élément chimique, le corps simple et ses composés. Pour les autres significations, voir Palladium (homonymie).
Le palladium (symbole Pd) est l'élément chimique de numéro atomique 46. Il fait partie du groupe du platine. Le corps simple palladium, platinoïde léger et rare, est parfois considéré comme un métal noble, pour les applications des métaux précieux.

## Histoire
Le palladium a été découvert, avec le rhodium, à partir du platine natif brut en 1803 par le médecin et chimiste anglais William Hyde Wollaston,. Le nom, donné par Wollaston lui-même l'année suivant sa découverte, dérive de l'astéroïde Pallas découvert le 28 mars 1802 par l'astronome allemand Heinrich W.M. Olbers. Le nom de l'astéroïde fait référence à la déesse grecque de la sagesse Pallas, épiclèse (surnom) d'Athéna. Le terme palladium, allusion à l'égide protectrice, se place dans cette lignée, tout en honorant en premier lieu la découverte marquante de l'astronome.
Wollaston a découvert le palladium dans du platine brut d'Amérique du Sud en dissolvant le minerai dans l'eau régale, en neutralisant la solution avec de la soude, puis en précipitant le platine sous forme d'hexachloroplatinate d'ammonium ((NH4)2PtCl6) par du chlorure d'ammonium. Il a ensuite ajouté du cyanure mercurique pour former le cyanure de palladium, qu'il a finalement chauffé pour extraire le palladium métal.[réf. nécessaire]
Le 29 avril 1803, Richard Chenevix ainsi que ses collègues recevront une lettre anonyme, cette dernière annonçant qu'un nouvel élément chimique avait été découvert et qu'il en avait été déposé dans une boutique londonienne. Dubitatif, Chenevix est convaincu qu'il s'agit d'un alliage et tentera de synthétiser du palladium sans y parvenir. Plusieurs mois après, le 16 décembre 1803, l'auteur anonyme renvoie une lettre, annonçant qu'il récompenserait de 20 £ quiconque synthétiserait du palladium. Le 23 février 1805, près d'une année plus tard, l'auteur dévoile son identité : il s'agit de Wollaston, le même qui contestera les convictions de Chenevix sur le fait que le palladium est un alliage. Wollaston présentera ensuite ses études sur le palladium à la Royal Society.
Le palladium a été à un moment prescrit comme traitement contre la tuberculose en doses de 0,065 g par jour (environ un milligramme par kilogramme de masse corporelle). Mais ce traitement avait de nombreux effets secondaires et a été rapidement remplacé par des médicaments plus appropriés.
L'affinité du palladium pour l'hydrogène l'a amené à jouer un rôle essentiel dans l'expérience de Fleischmann-Pons en 1989.

## Configuration électronique
Le palladium appartient au groupe 10, nommé groupe du nickel, du tableau périodique des éléments :
| Z   | Élément      | Nb d'électrons/couche   |
| --- | ------------ | ----------------------- |
| 28  | nickel       | 2, 8, 16, 2             |
| 46  | palladium    | 2, 8, 18, 18, 0         |
| 78  | platine      | 2, 8, 18, 32, 17, 1     |
| 110 | darmstadtium | 2, 8, 18, 32, 32, 17, 1 |

Il possède une configuration très atypique de ses couches électroniques périphériques par rapport au reste des éléments du groupe mais aussi par rapport à tous les autres éléments (voir aussi le niobium (41), le ruthénium (44) et le rhodium (45)).

## Isotopes
Le palladium possède 38 isotopes connus, de nombre de masse variant entre 91 et 128, et 16 isomères nucléaires. Parmi ces isotopes, six sont stables, 102Pd, 104Pd, 105Pd, 106Pd, 108Pd et 110Pd, même si le premier et le dernier sont soupçonnés de se désintégrer très lentement par double désintégration β, ces désintégrations n'ayant pour l'instant jamais été observées. Ces six isotopes constituent l'ensemble du palladium naturel, dans des proportions allant de 10 à 27 %. On attribue au palladium une masse atomique standard de 106,42(1) u.

## Le corps simple palladium

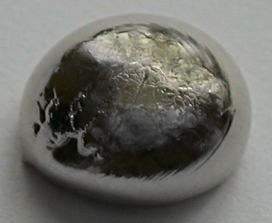
Palladium métallique sous forme solide (solidifié à partir de goutte liquide), cliché terni.

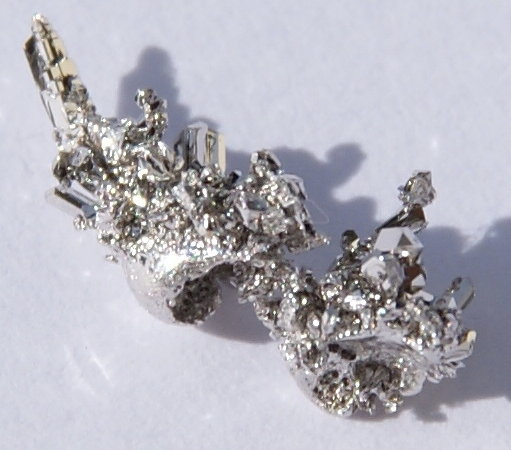
Assemblage blanc brillant de cristaux quasi-centimétriques de palladium (artifice chimique).

### Description
Le palladium est un métal blanc argenté ou de couleur acier brillant, parfois gris blanc, malléable et mou, assez semblable au platine. Ce platinoïde a une maille cubique face centrée compacte. Il est le moins dense des métaux du groupe du platine et possède le plus faible point de fusion. Recuit, il est mou et ductile, alors que travaillé à froid, il est plus dur et plus solide. Malléable et très ductile, il peut être travaillé à la forge de façon à relever par écrouissage sa dureté, il est laminable à froid à l'instar de l'or en feuilles très minces de l'ordre du dix millième de millimètre. Le palladium, insoluble dans l'eau et les acides et bases dilués, se dissout très lentement à froid dans les acides sulfurique et chlorhydrique concentrés,. Il est soluble dans l'acide nitrique ou dans l'eau régale à froid, ainsi que l'acide sulfurique à chaud. Le palladium est stable à l'air, il ne réagit pas avec l'oxygène à température ambiante et par conséquent ne se ternit pas à l'air. En revanche, s'il est chauffé au rouge à 800 °C, il s'oxyde en oxyde de palladium(II) PdO. Il se ternit légèrement dans une atmosphère humide en présence de soufre.
Ce métal possède la capacité rare d'absorber jusqu'à 900 fois son propre volume de dihydrogène à température ambiante. Pour cela, il doit être mis sous forme de mousse ou sous forme ultra-divisée. Il est probable que cela soit lié à la formation d'hydrure de palladium(II) (PdH2), mais l'identité chimique d'un tel composé n'est pas encore claire. Quand le palladium a absorbé de grandes quantités d'hydrogène, sa taille augmente sensiblement.

Les feuilles de palladium métal sont complètement perméables à l'hydrogène, ainsi que ses tôles ou ses récipients poreux à chaud.

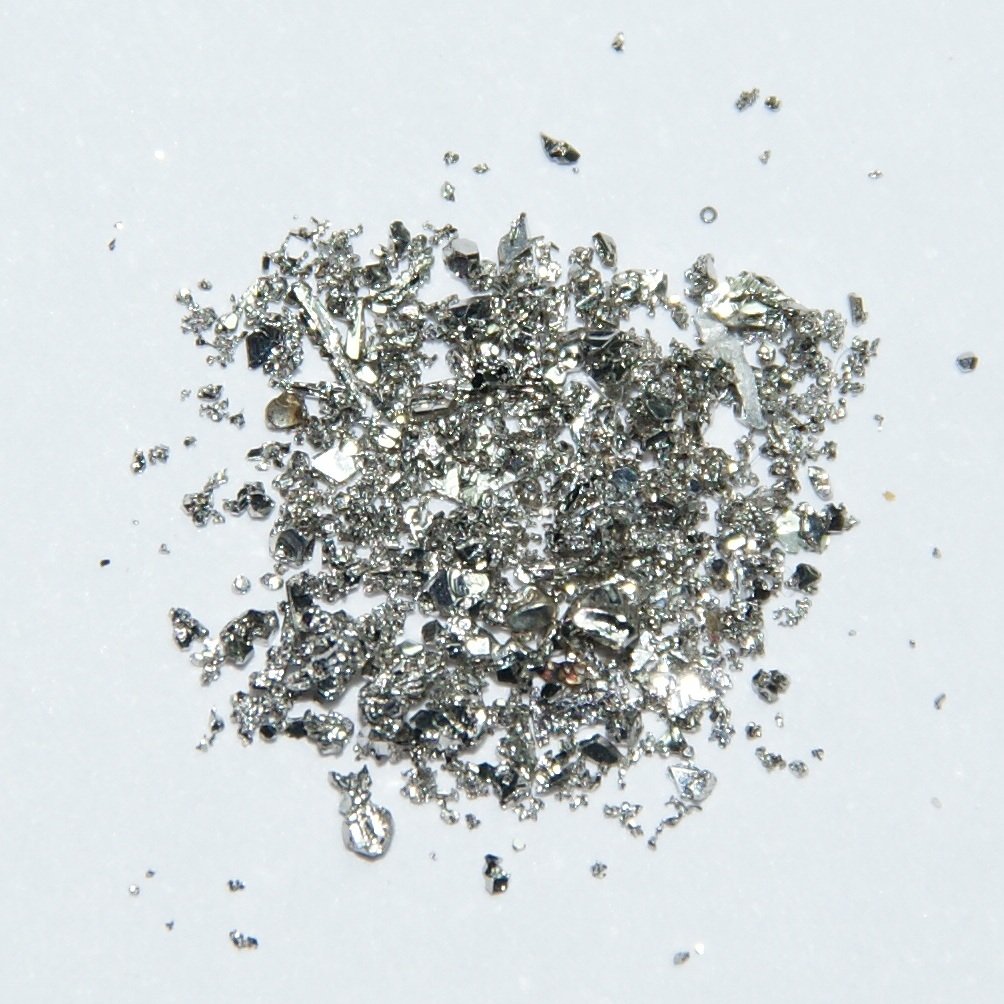
Groupes cristallins millimétriques de palladium (artificiel).

À température ambiante, le noir de palladium adsorbe jusqu'à 1 200 fois son volume de gaz dihydrogène. Cette adsorption chimique est remarquable, même si les solutions colloïdales fixent jusqu'à 3 000 volumes équivalents. Tous les corps simples du groupe du nickel possèdent un fort potentiel catalytique.
Le palladium métal forme des associations ou alliages avec les autres métaux (Ag, Cu, platinoïdes…), sous l'appellation de palladure de métaux lorsqu'il est majoritaire. Ses alliages avec le platine, l'iridium et le rhodium présentent une grande dureté recherchée. Il est connu pour ses alliages techniques avec le cuivre. Les alliages PdAgCu sont durs et résistants à la corrosion.

## Propriétés chimiques et composés
Les états d'oxydation usuels du palladium sont 0, +1, +2 et +4. Bien qu'à l'origine on pensait que certains composés contenaient du Pd(III), aucune preuve n'a jamais justifié l'existence du palladium au degré d'oxydation +3. Par la suite, de nombreuses études par diffraction des rayons X ont montré que ces composés contenaient un dimère de palladium(II) et de palladium(IV) à la place. Récemment, des composés présentant un état d'oxydation de +6 ont été synthétisés[réf. nécessaire].

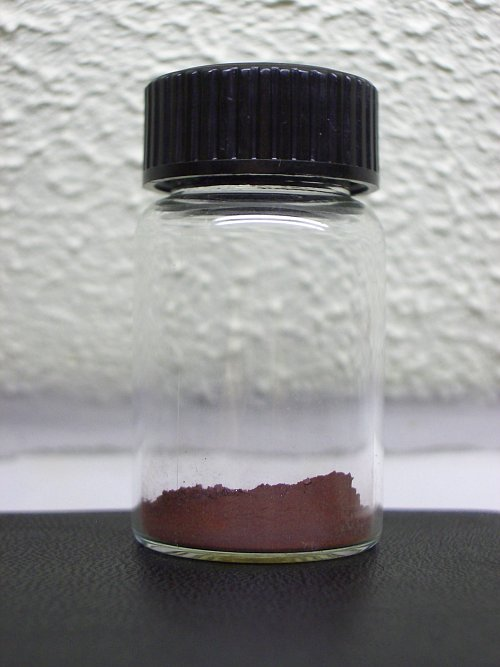
Dichlorure de palladium, brun.

La palladium existe principalement aux degrés d'oxydation 0, +2 et +4, ce dernier étant plutôt rare. Un exemple étant l'hexachloropalladate(IV). Notons que la valence II n'est nullement ionique et que l'état IV est important. Contrairement à ce qui se constate pour le nickel, il n'existe pas de forme ionique simple, en particulier de cations monoatomiques simples. Il existe à l'instar du Pt un grand nombre de complexes (ions, molécules).
Le palladium corps simple, mou, est réactif. L'attaque par l'oxygène ou les acides forts est, nous l'avons vu, assez facile. Il réagit également assez facilement avec les halogènes, en particulier à chaud vers 500 °C avec le gaz fluor pour donner le triflurorure de palladium PdF3, avec le gaz dichlore au rouge pour donner le chlorure de palladium(II) PdCl2. Ce dernier corps composé non ionique, de structure macromoléculaire linéaire et de maille cristalline cubique, se dissout dans l'acide nitrique et précipite sous forme d'acétate de palladium(II) après addition d'acide acétique. Ces deux sels de palladium ainsi que le bromure de palladium(II) sont réactifs et relativement peu coûteux, ce qui fait qu'ils sont très utilisés comme précurseurs dans la chimie du palladium. Tous les trois ne sont pas des monomères, le chlorure et le bromure nécessitent d'être chauffés à reflux dans l'acétonitrile pour obtenir des complexes d'acétonitrile, qui eux sont des monomères très réactifs,.
PdX2 + 2MeCN → PdX2(MeCN)2 (X=Cl, Br)
Le chlorure de palladium(II) est le principal précurseur de nombreux autres catalyseurs à base de palladium. Il est, entre autres, utilisé pour la préparation de catalyseurs hétérogènes tels que le palladium sur sulfate de baryum, le palladium sur carbone, et le chlorure de palladium sur carbone. Il réagit avec la triphénylphosphine dans des solvants coordinants pour donner le dichlorobis(triphénylphosphine)palladium(II), un catalyseur utile qui peut être formé in situ.
PdCl2 + 2PPh3 → PdCl2(PPh3)2
La réduction de ce complexe avec l'hydrazine (N2H4) avec plus de triphénylphosphine donne le tétrakis(triphénylphosphine)palladium(0), un des deux complexes de palladium(0) majeurs.
PdCl2(PPh3)2 + 2PPh3 + 2,5N2H4 → Pd(PPh3)4 + 0,5N2 + 2N2H5+Cl−
L'autre complexe d'importance du palladium(0), le tris(dibenzylidèneacétone)dipalladium(0) (Pd2(dba)3), est synthétisé par réduction du hexachloropalladate(IV) de sodium en présence de dibenzylidèneacétone.

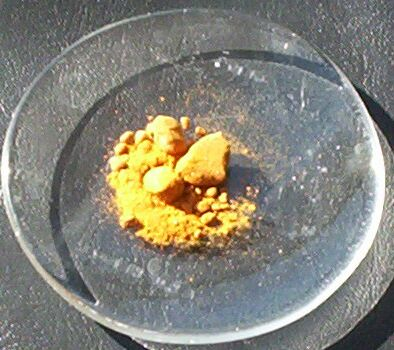
Poudre jaune de tétrakis (triphénylphosphine) palladium.

La très grande majorité des réactions dans lesquelles le palladium joue le rôle de catalyseur sont connues sous le nom de réactions de couplage pallado-catalysées. Des exemples célèbres sont la réaction de Heck, la réaction de Suzuki ou encore la réaction de Stille. Des complexes tels que l'acétate de palladium(II), le tétrakis(triphénylphosphine)palladium(0) ou encore le tris(dibenzylidèneacétone)dipalladium(0) sont souvent utilisés dans de telles réactions, que ce soit en tant que catalyseur, ou comme précurseurs à d'autres catalyseurs. Un problème gênant lors des catalyses au palladium est le risque que ces composés se décomposent à haute température pour donner du palladium métal, soit sous la forme d'un composé noir (« palladium noir »), soit sous la forme d'un « miroir » déposé sur les parois du réacteur.

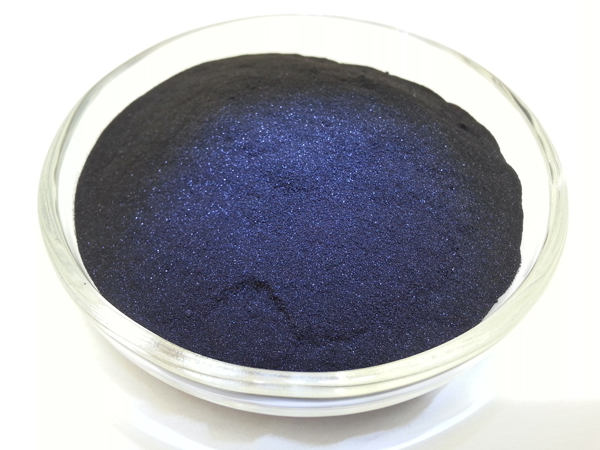
Poudre bleue de tris (dibenzylidèneacétone) dipalladium.

Notons, à côté de l'oxyde PdO, du sulfure PdS, des dihalogénures PdF2, PdCl2, PdBr2, PdI2 et de leurs éventuels hydrates (tel que PdCl2.H2O), l'existence du sulfate de palladium PdSO4 ou de son sulfate dihydraté PdSO4.2 H2O, du nitrate Pd(NO3)2, de l'acétate Pd(CN)2, du cyanure de palladium Pd(CN)2, du carbure de palladium. Parmi les complexes, mentionnons avec l'eau [Pd(H2O)4] 2+, les chlorures [PdCl4] 2−, l'ammoniac [Pd(NH3)4] 2+, l'ammoniac et divers métaux [Pd(NH3)2 X2]chargé.

## Analyse
La détection chimique est parfois coûteuse, requérant des quantités appréciables de produit rare. Les méthodes physiques sont communément utilisées, comme le spectre d'émission UV et/ou la fluorescence X parfois susceptible de discriminer avec un bon logiciel un mélange de platinoïdes complexes à environ 10 ppm.

## Usages
Avec plus de 80 % de la consommation mondiale en 2018, les pots catalytiques des voitures représentent le principal débouché du palladium,. Le secteur électrique et électronique est également un consommateur important de palladium, représentant de l'ordre de 15 % de la demande. Le palladium est également utilisé en bijouterie,, en odontologie,,, et dans l'industrie chimique. Il est également présent en horlogerie, dans les tests de glycémie par bandelette, dans les bougies d'allumage des avions, dans la production d'instruments chirurgicaux, ou encore dans les flûtes traversières professionnelles. Il peut aussi être utilisé en laboratoire afin de recouvrir des échantillons et ainsi pouvoir les observer en microscopie électronique en transmission (MET). Certains photographes d'art font aussi leurs tirages sur un papier sensibilisé à la lumière avec du platine et du palladium ; cette alternative aux halogénures d'argent offre un meilleur contrôle du contraste et une exceptionnelle stabilité de l'image.

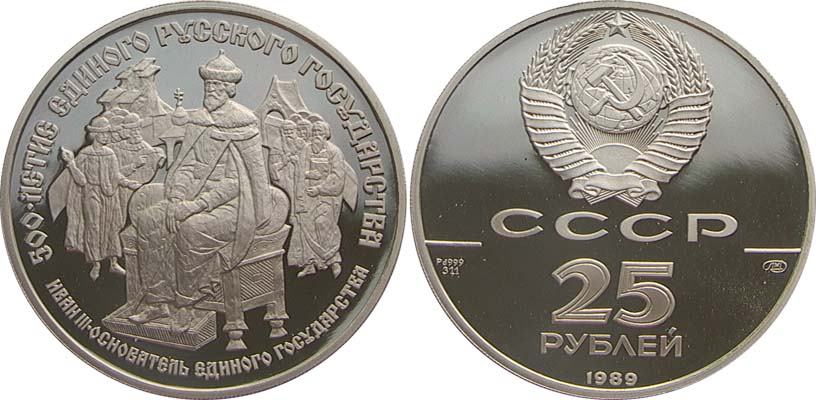
Avers et revers d'une pièce soviétique de 25 roubles en palladium, frappée en l'honneur du tsar moscovite Ivan III en 1989.

Par commodité, le lingot de palladium a les codes ISO 4217 des monnaies : XPD et 964. Seuls trois autres métaux ont de tels codes : l'or, l'argent et le platine. Certains États émettent des pièces de monnaie de prestige ou de collection en palladium.

### Pot catalytique
Le principal secteur consommateur de palladium est l'industrie automobile. Le palladium sert en effet, avec d'autres composés (le platine et le rhodium), dans les pots catalytiques pour accélérer la transformation des produits toxiques issus de la combustion du carburant (monoxyde de carbone et oxydes d'azote) en composés moins nocifs : CO2 et eau. Ce secteur consommait en 2006 57 % de la consommation mondiale estimée, et plus de 80 % en 2018,. Un pot catalytique contient en moyenne 3-5 g de palladium, en grande partie recyclé lors de la mise à la casse des véhicules.
Le palladium est historiquement meilleur marché que le platine, mais lorsque la spéculation sur le palladium s’accroît, les constructeurs automobiles le remplacent par son cousin chimique, le platine,. En décembre 2018, le palladium est devenu plus cher que l'or. L'extension du parc de véhicules électriques pourrait réduire les tensions sur l'achat de palladium.

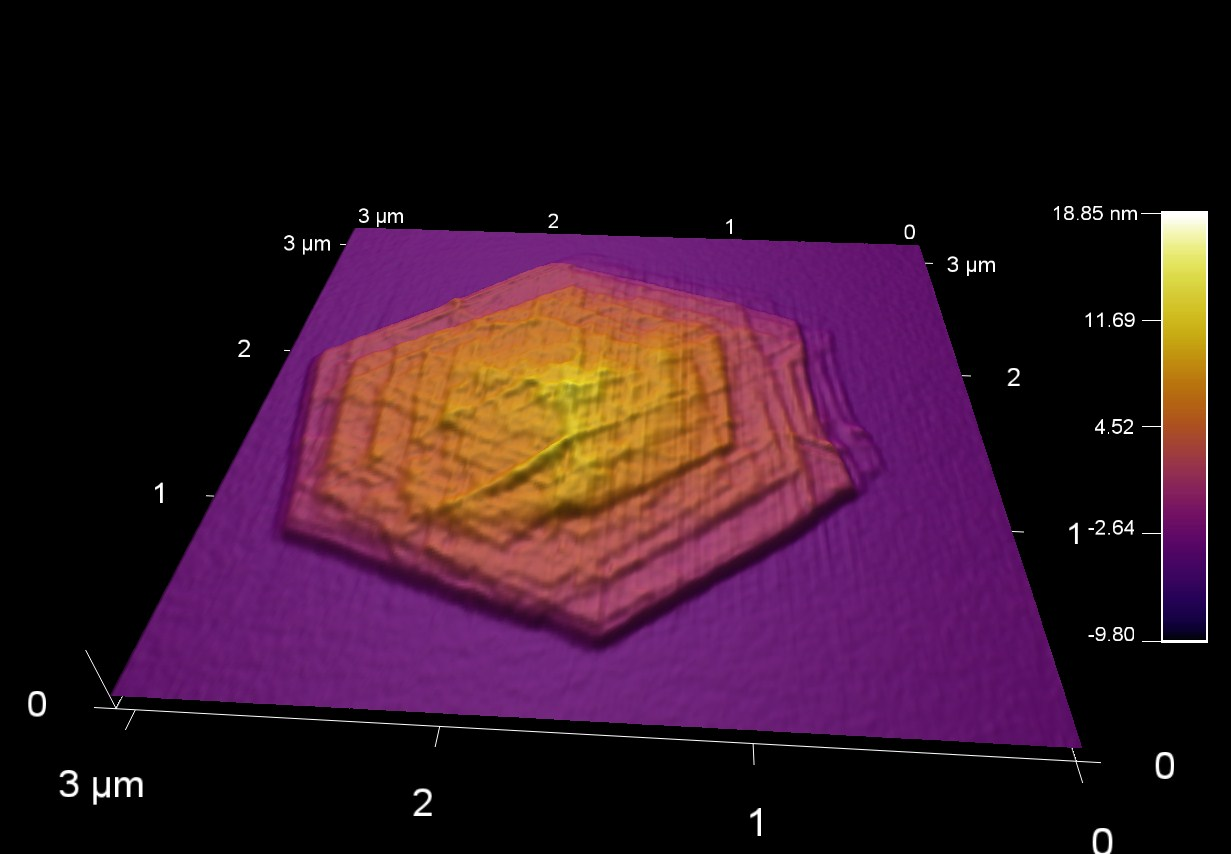
Plaque nanométrique de palladium métal sur wafer (tranche support) de silicium.

### Catalyse dans l'industrie chimique

Cycle catalytique de l'acétoxylation allylique.

Le palladium est utilisé comme catalyseur pour l'industrie chimique parfois en remplacement du platine (5 % de la consommation mondiale de palladium). En chimie organique, le palladium (le plus souvent à 10 % dispersé sur du charbon actif : palladium sur carbone) est utilisé comme catalyseur d'hydrogénation ou de déshydrogénation. Un exemple est le craquage du pétrole. Un grand nombre de réactions formant des liaisons carbone-carbone, telles que le couplage de Suzuki ou la réaction de Heck, sont facilitées par catalyse au palladium et dérivés. En outre, après dispersion sur des matériaux conducteurs, le palladium se révèle être un excellent électro-catalyseur pour l'oxydation des alcools primaires en milieu alcalin.
Le palladium est également un métal polyvalent pour la catalyse homogène. La combinaison du palladium avec une grande variété de ligands permet des transformations chimiques hautement sélectives.
Une étude menée en 2008 a montré que le palladium est un catalyseur efficace pour la synthèse de tétrafluorure de carbone.
Le catalyseur de Lindlar est à base de palladium.

### Électronique
Le deuxième domaine d'application le plus demandeur en palladium est l'électronique et en particulier son utilisation, parfois allié au nickel, dans la fabrication de condensateurs multicouches en céramique et de connecteurs. Ces condensateurs se trouvent dans des composants électroniques grand public : téléphones cellulaires, ordinateurs, télécopieurs, électronique embarquée des véhicules…
Il est également utilisé dans l'électrodéposition de composants électroniques et de matériaux de soudure.
Le secteur de l'électronique consommait 1,07 million d'onces troy (33,2 tonnes) de palladium en 2006 ce qui représente 14 % de la consommation mondiale de palladium, selon une étude de l'entreprise Johnson Matthey.

### Technologies
Grâce à son aptitude à capter l'hydrogène, le palladium est utilisé comme électrode dans les piles à combustible. De par sa constitution, le palladium présente une variation de conductivité en fonction du taux d'hydrogène qu'il absorbe dans son réseau cristallin.
L'hydrogène se diffuse facilement à travers le palladium chauffé, ainsi il permet de purifier ce gaz. Des réacteurs à membrane avec des membranes de séparation en palladium sont donc utilisés pour la production d'hydrogène à haut degré de pureté.
Dans les études électrochimiques il est partie intégrante de l'électrode à hydrogène-palladium. Le chlorure de palladium(II), en particulier sous sa forme dihydratée, peut oxyder de grandes quantités de monoxyde de carbone (CO réducteur) et est utilisé dans les détecteurs de monoxyde de carbone. La réaction est équivalente à :
PdCl2 poudre brune + H2O eau liquide ou vapeur d'eau (milieu humide) + CO gaz toxique léger (émanant d'un chauffage défectueux) → Pd métal divisé en fines particules dit "noir de palladium" + 2 HCl gaz acide léger ou acide en milieu aqueux + CO2 gaz carbonique
Le dichlorure de palladium dihydraté, sel brun rouge à bas point de fusion, sert à fabriquer des fines particules de noir de palladium.

### Stockage de l'hydrogène
L'hydrure de palladium(II) correspond au palladium métallique contenant une large quantité d'hydrogène au sein de son réseau cristallin. À température ambiante et pression atmosphérique, le palladium peut absorber jusqu'à 900 fois son volume d'hydrogène gaz, le processus étant réversible. Cette propriété est beaucoup étudiée en raison de l'intérêt porté au stockage de l'hydrogène en vue de son utilisation dans les piles à hydrogène. Une meilleure compréhension des phénomènes entrant en jeu au niveau moléculaire pourrait aider à la conception d'hydrures métalliques « améliorés » pour le stockage d'hydrogène. Cependant, un stockage fondé uniquement sur le palladium serait trop coûteux en raison du coût élevé du métal.

### Odontologie

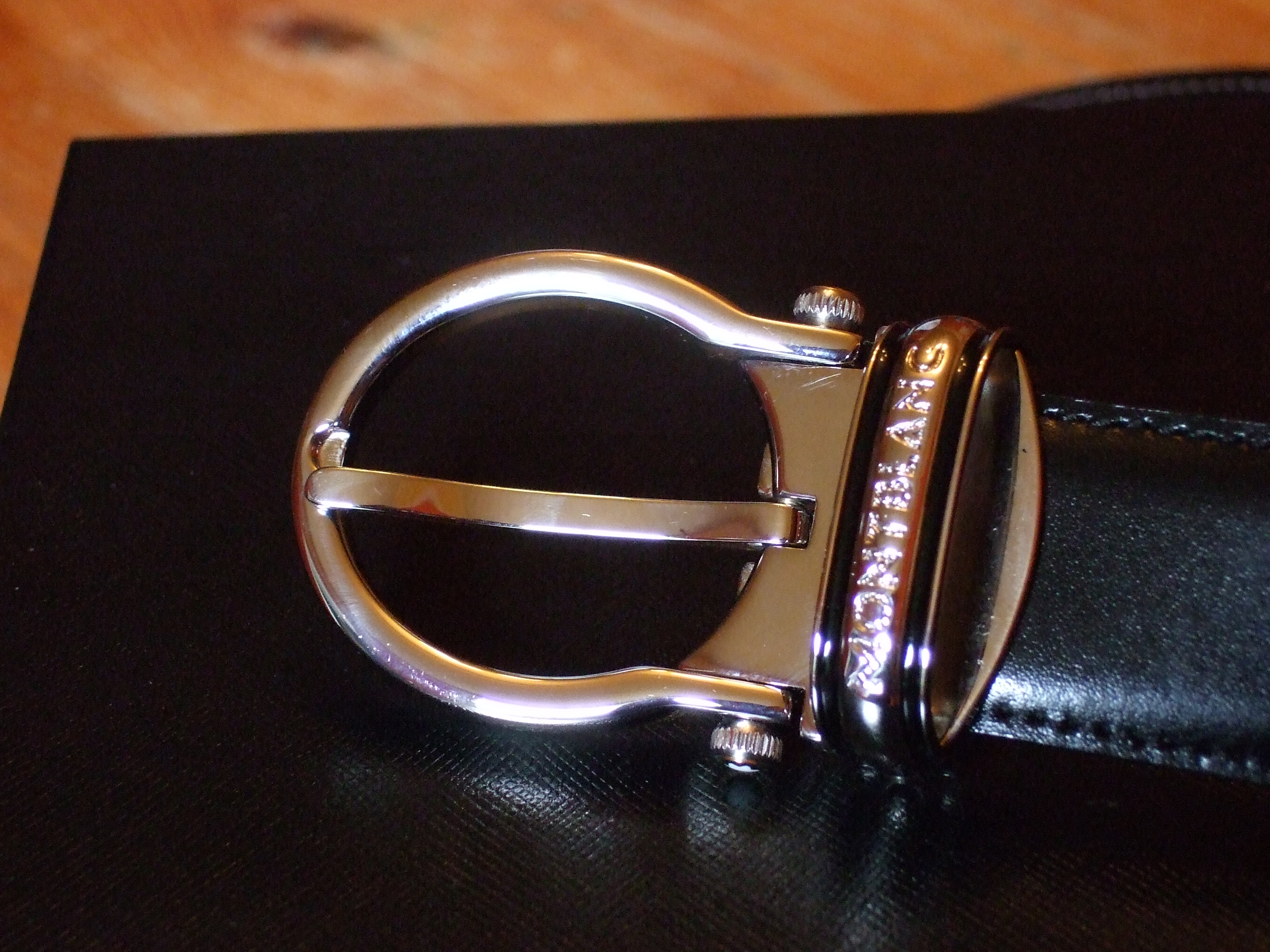
Boucle de ceinture brillante, obtenue par plaquage de métal palladium.

Couronnes dentaires : c'était son utilisation principale avant l'avènement des catalyseurs, sous forme de divers alliages avec le cuivre, l'argent, l'or ou le platine, voire le zinc. C'est encore 14 % de la consommation mondiale.

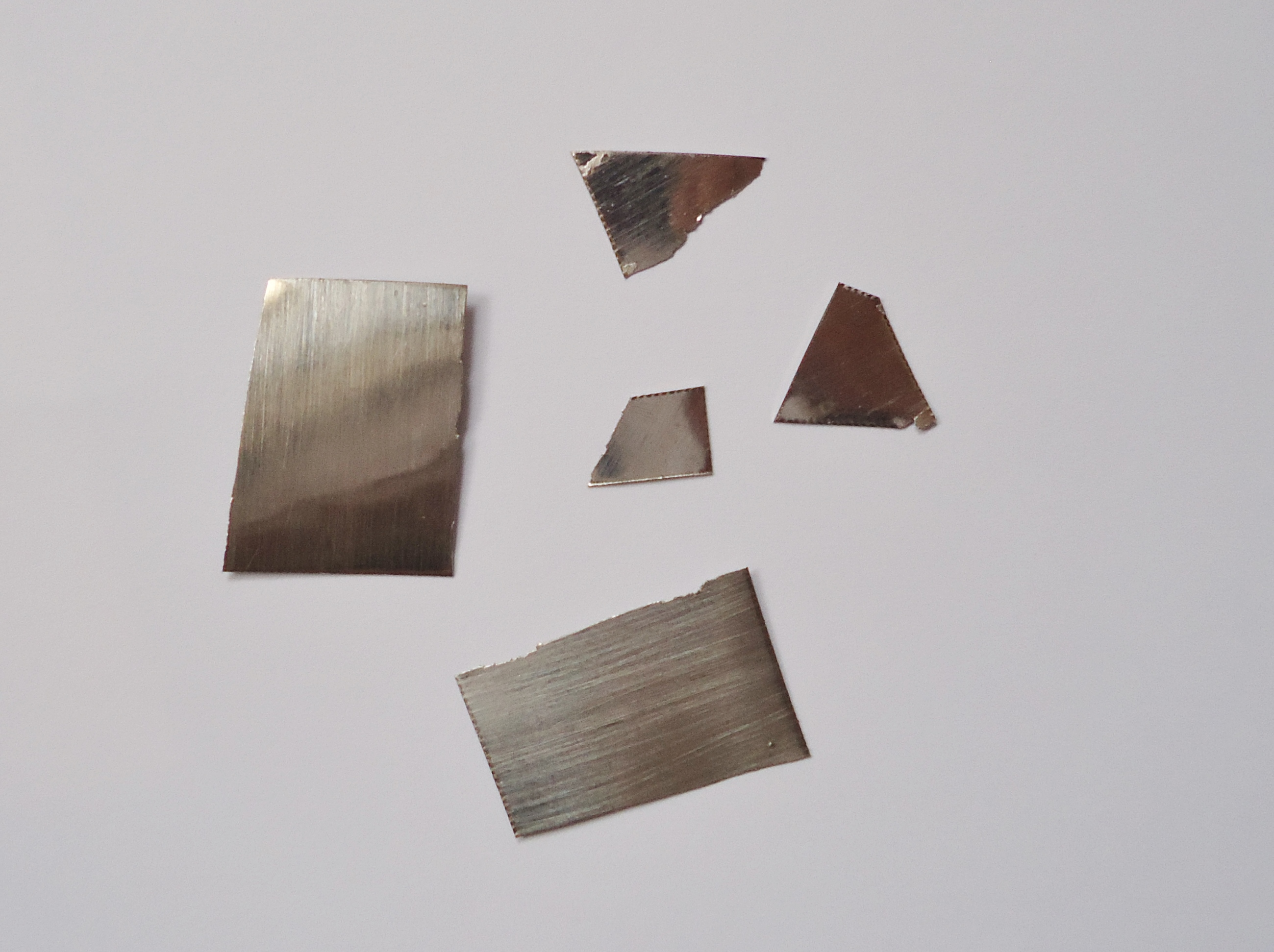
Plaque fine de palladium en usage en bijouterie-joaillerie (par exemple, préparation de l'or blanc).

### Joaillerie
La joaillerie représente 5 % de la consommation mondiale ; le palladium y est utilisé par exemple par plaquage en feuilles ou pour la fabrication de l'or blanc qui est en bijouterie un alliage d'or, de palladium (4 à 5 %) et de nickel (le nickel n'est plus actuellement utilisé dans l'or blanc en raison du risque allergique qu'il représente, il est désormais remplacé par un alliage cuivre/argent). Il existe une gamme d'alliages à base d'or et de palladium (avec des constituants mineurs) qualifiés d'or blanc par les chimistes ou or gris par les joailliers. L'or blanc au sens commun est un alliage d'or et de palladium utilisé en dorure à la feuille.

### Photographie
Le palladium (lorsqu'il était moins cher que le platine, soit avant le 13 octobre 2017) était utilisé en photographie. Il donne des tons bruns chauds tandis que les tirages au sel de platine sont gris froid.

## Cinétique environnementale, toxicité, écotoxicité
Les métaux de transition sont de plus en plus utilisés et dispersés dans l'environnement, de manière exponentielle depuis les années 1980 avec les pots catalytiques. Pourtant jusqu'aux années 2000, la toxicité du palladium, son écotoxicité et son comportement dans l'environnement et son métabolisme (bactérien, fongique, végétal, animal ou humain) ne semblaient pas avoir fait l'objet d'études publiées.
À la fin des années 1990, divers indices laissent penser que le palladium semble être beaucoup plus fortement bioconcentré que les autres platinoïdes. Suspectant qu'il commence à contaminer les milieux naturels et écosystèmes. Moldovan & al l'ont cherché chez un isopode d'eau douce considéré comme bon bioindicateur (Asellus aquaticus) et fréquent dans les rivières. Les isopodes analysés en contenaient effectivement, en quantités faibles mais significatives (quelques nanogrammes par gramme d'échantillons) ainsi que d'autres platinoïdes (teneur moyenne de 155,4 ± 73,4 nanogrammes par gramme de poids sec pour le palladium (Pd), contre 38,0 ± 34,6 ng/g pour le platine (Pt) et 17,9 ± 12,2 ng/g pour le rhodium (Rh)).
Et en laboratoire cette même espèce (A. aquaticus) exposée à une solution standard des 3 platinoïdes principalement contenus par les pots catalytiques les a bioaccumulés avec un facteur de concentration de 150 pour le palladium, de 85 pour le platine et seulement 7 pour le ruthénium.
Sa mobilité et biodisponibilité ont ponctuellement été évaluées dans le cadre d'études sur une éventuelle bioaccumulation d'éléments du groupe platine (Pt, Pd et Rh) émis, sous forme particulaire par les pots catalytiques ; comme le ruthénium, il s'est avéré plus mobile que le platine dans l’environnement aquatique (Rauch et al., 2000, cités par IRSN) :
- chez les animaux, des anguilles européennes ont été exposées 4 semaines à des poussières routières (taux de 10 kg de poussière introduites dans 100 l d'eau, cette poussière contenant des traces de palladium perdu par les pots catalytiques. Après autopsie, les foies et reins des anguilles ont été analysés. Du palladium a été retrouvé, essentiellement dans le foie l'un des principaux organes de détoxication, mais il était sous la limite de détection dans le rein[42] (soit parce que le rein n'en absorbe pas, soit parce qu'il l'évacue très efficacement, ce qui reste à déterminer). le taux moyen en poids humide était dans ce cas et pour le foie de 0,18 ± 0,05 ng/g. 
D'autres chercheurs ont étudié le palladium en tant qu'antigène chez l'anguille ; montrant que l'effet antigénique est modulé selon l'oxygénation de l'eau[43].
Puis on a étudié[44] la bioaccumulation de platine et de rhodium par des anguilles exposées à des ions Pt4+ et Rh3+ aux concentrations respectives de 170  et   260 μg/l durant 6 semaines ; Après une 6 semaines d'exposition, les taux moyens de Pt (dans la bile, le foie, les reins et l'intestin) variaient de 68  à   840 ng/g alors qu'ils s'échelonnaient de 35  à   155 ng/g pour le Rh (les sujets témoins non exposés présentaient des taux de PGM toujours sous la limite de détection qui était de 50 ng/g pour le Pt et de 5 ng/g pour le Rh (aussi retrouvé dans les branchies et la rate)[44]. Aucun PGM n'a été trouvée dans les muscles et le sang de l'anguille (bien que peut-être présent à faible dose sous les limites de détection)[44]. Le modèle de distribution des métaux dans les organes de l'anguille différait pour Pt et Rh et était dépendant du type d'eau[44]. Les auteurs ont conclu que les anguilles bioaccumulent effectivement les PGM et pourraient être des indicateurs d'accumulation pour le suivi de la contamination des écosystèmes aquatiques par les PGM[44], en complément de Dreissena polymorpha[45].
Sans surprise, les bivalves filtreurs (dont la moule zébrée ou Dreissena polymorpha en eau douce) bioconcentrent aussi les PGM[45]. Les tissus mous de ces moules ont accumulé les platinoïdes après exposition dans de l'eau du robinet ou de l'eau humique (selon les lots) et durant (6, 9 ou 18 semaines). Elles avaient accumulé de 720 à 6 300 ng/g de palladium (soit plus que le platine qui avait été bioaccumulé à raison de 780 à 4 300 ng/g. Le ruthénium était lui dosé à 270 à 1 900 ng/g. les moules-témoin non exposées n'en contenaient que moins de 50 ng/g pour le palladium (et moins de 20 ng/g pour le platine (Pt) et moins de 40 ng/g pour le ruthénium (Rh))[45]. Les PGM étaient très nettement plus concentrés par les moules exposées dans l'eau humique (par rapport au groupe exposés dans l'eau du robinet)[45] ;
- chez les plantes ; elles peuvent dans une certaine mesure le bioaccumuler et le palladium semble les affecter différemment selon sa forme ; ainsi des nanoparticules de Pd se montrent plus toxiques pour le pollen de kiwi que le Pd soluble (II) lui-même[46].

Le palladium est notamment de plus en plus présent dans la poussière des tunnels routiers, ensuite lessivé avec les eaux ou emporté dans l'air (jusqu'à plusieurs dizaines de picogrammes par mètre cube mesurés en Autriche, avec de nettes variations saisonnières).

## Production et occurrence naturelle dans le monde

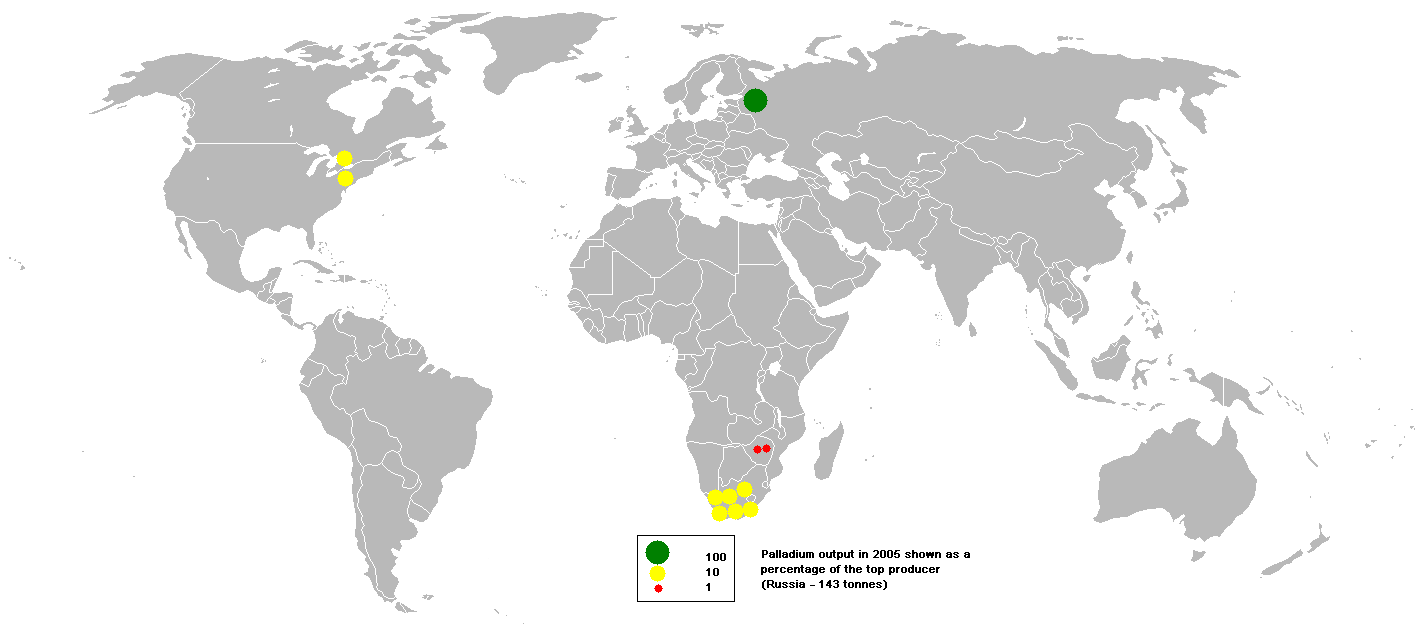
Principaux lieux de production de palladium en 2005.

Le palladium est plutôt rare comme l'atteste le clarke de 0,015 ppm dans la croûte terrestre.
On le trouve à l'état natif sous forme de métal finement divisé, parfois inséré dans le platine natif, dans des roches basiques, ou dans de petites masses granulaires. Le minerai le plus important est le stibiopalladinite (Pd5Sb2). L'élément est associé au platine dans la plupart des minerais. Outre les mines et placers de platine ou de platinoïdes, on le trouve aussi dans les mines de nickel et de cuivre.
Du palladium peut aussi être trouvé dans les minéraux rares coopérite et polarite (en).
La production mondiale se divise entre la Russie, l'Afrique du Sud et l'Amérique du Nord (États-Unis et Canada).
En 2011, elle s'élève à 267 t, avec 46 % pour la Russie, 35 % pour l'Afrique du Sud, et 15 % pour l'Amérique du Nord,. La demande n'est pas entièrement couverte certaines années. Au début des années 2000, la production provenaient à plus de 70 % de sous-produits des usines russes de nickel, notamment à Norilsk (Russie). En 1990, la production mondiale n'était que de 110 t.
Le palladium peut être trouvé comme métal libre allié avec l'or et autres métaux du groupe du platine dans des dépôts d'orpaillage dans l'Oural, l'Australie, l’Éthiopie, l'Amérique du Nord et du Sud. Ces dépôts ne jouent toutefois qu'un rôle mineur dans la production de palladium. Les gisements majeurs pour le commerce du palladium sont les dépôts de nickel-cuivre dans le bassin de Sudbury en Ontario et les dépôts de Norilsk–Talnakh en Sibérie. L'autre grand dépôt de métaux du groupe du platine est le dépôt de Merensky Reef (en) qui fait partie du complexe igné du Bushveld en Afrique du Sud. Le complexe igné de Stillwater (en) dans le Montana et le gisement de Roby du complexe igné du lac des Îles (en) sont les deux autres sources de palladium au Canada et aux États-Unis,.
Le palladium est également produit dans les réacteurs de fission nucléaire et peut être extrait du combustible nucléaire irradié même si la quantité produite est minime. Le CEA travaille actuellement sur un projet d'extractions du palladium.

## Le marché de ce platinoïde: prix et évolution du cours du palladium
Le métal palladium est coté en US dollar à l'once à la bourse spécialisée des métaux précieux de Londres, en particulier le marché du Pt et Pd, en anglais "London Platinum and Palladium Market" abrégé en LPPM.
Son prix est très variable car intimement lié à l'activité industrielle. Au plus haut en janvier 2001 à plus de 1 000 dollars de l'once, il est tombé à 150 dollars de l'once en avril 2003. Il est remonté à 480 dollars l'once en avril 2008 et a terminé l'année 2008 autour de 175 $/once avant de remonter sensiblement pour atteindre un pic de 850 $/once en 2010 : depuis lors, le cours semble se stabiliser autour de 550 $/once (2014-2015), avec une tendance à la baisse. En mai 2021, le palladium atteint un sommet historique aux alentours de 2 800 $/once ; en novembre 2021 il se marchande aux alentours des 2 000 $/once selon les données de l'USGS.

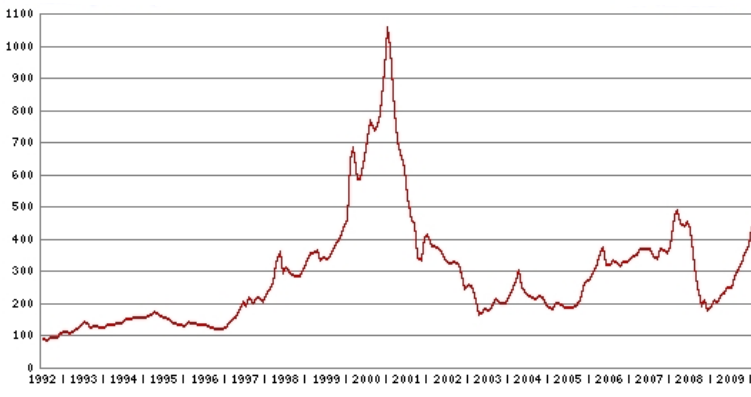
Cours du palladium de 1992 à 2009, montrant la flambée touchant les platinoïdes au début des années 2000.

À l'approche de l'an 2000, l'offre russe de palladium sur le marché mondial a été à maintes reprises retardée et perturbée, et ce, pour des raisons politiques, les quotas d'exportation n'ont pas été accordés à temps. La panique des marchés qui a suivi a conduit le prix du palladium à un niveau record de 36 000 euros le kilogramme, le 26 janvier 2001[réf. nécessaire]. À cette époque la Ford Motor Company, craignant des répercussions qu'aurait causée une éventuelle rupture de stock de palladium sur la production automobile, a stocké des quantités colossales du métal à prix fort (la plupart du palladium est utilisé pour les convertisseurs catalytiques dans l'industrie automobile). Lorsque les prix ont chuté début 2001, Ford a perdu près de 1 milliard de dollars. La demande mondiale en palladium a augmenté de 100 tonnes par an en 1990 à près de 300 tonnes par an en 2000. Sachant que la production minière mondiale était de 222 tonnes en 2006 selon les données de l'USGS.

## Culture populaire
- Dans les films Iron Man et Iron Man 2 de l'univers cinématographique Marvel, le palladium est la source d'énergie de l'armure de Tony Stark avant qu'il ne trouve une alternative plus efficace.
- Référencé dans Riverdale, la série teenager de Netflix. Hiram Lodge (en) cherche à racheter les terres des Blossom afin d'extraire le palladium. Cette quête le mène à détruire la ville de Riverdale afin de pouvoir réaliser le rêve américain de son père, en faisant fortune dans l'extraction et la vente de palladium.